# 卡斯泰尔加亚尔
卡斯泰尔加亚尔（法語：Castelgaillard，法語發音：[kastɛlɡajaʁ]）是法国上加龙省的一个市镇，属于圣戈当区。

## 地理
卡斯泰尔加亚尔（43°21'16"N, 0°54'3"E）面积6.82 平方千米，位于法国奧克西塔尼大區上加龙省，该省份为法国西南部内陆省份，西南端与西班牙接壤，自此顺时针与上比利牛斯省、热尔省、塔恩-加龙省、塔恩省、奥德省和阿列日省接壤。
与卡斯泰尔加亚尔接壤的市镇（或旧市镇、城区）包括：阿加萨克、库埃耶、法巴、波梅斯堡、莫沃赞、里奥拉。

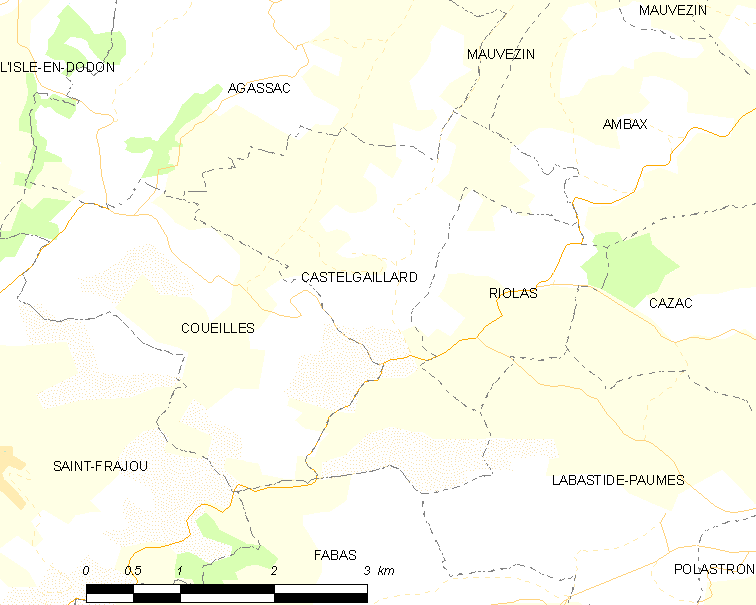
卡斯泰尔加亚尔的OSM定位图

卡斯泰尔加亚尔的时区为UTC+01:00、UTC+02:00（夏令时）。

## 行政
卡斯泰尔加亚尔的邮政编码为31230，INSEE市镇编码为31115。

## 政治
卡斯泰尔加亚尔所属的省级选区为卡泽尔县。

## 人口

1962-2008年间卡斯泰尔加亚尔人口变化图示

卡斯泰尔加亚尔于2022年1月1日时的人口数量为56人。